# 宣信

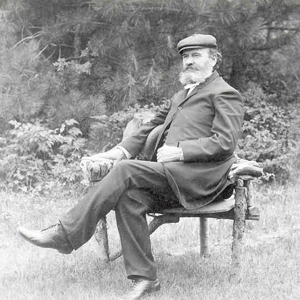
A. B. Simpson 宣信博士

宣信（Albert Benjamin Simpson，1843年12月15日—1919年10月29日），加拿大籍牧師、神學家、作家及作曲家；亦是基督教宣道會（Christian and Missionary Alliance, 簡稱 C&MA 或 Alliance Church）- 一個強調「全球普傳福音」的新教教派的創辦人，亦創辦了宣教士培訓研究院，即現今紐約州乃役大學（英文：Nyack College）之前身。
宣信生於加拿大愛德華王子島Cavendish鎮。父母是敬虔的保守蘇格蘭長老會及清教徒基督徒。14歲時由於讀書過勞，生了一場大病幾乎病死。經歷重生並獻身宣教事業。19歲進入長老會多倫多大學諾克斯學院修讀神學。1865年，宣信畢業，即受按成為長老會的年輕牧師，在加拿大第二大長老宗教會，安大略省咸美頓市諾克斯堂（Knox Church in Hamilton, Ontaio）牧職。1874年前往肯塔基州路易維爾（英文：Louisville）事工。1880年被調往紐約市主理「十三街長老會」。兩年後辭職並專注於向新移民及弱勢社群傳福音工作。1889年成立「紐約會幕」教會 （英文：The New York Tabernacle），這不單為他的本地福音事工，亦為他日後的「全球普傳福音」理念打下穩固基礎。
宣信對聖經的教誨認識很深，在追求基督信仰的信徒中間，做成不少直接或間接的影響，對美、加教會派遣宣教士往落後貧困地區之影嚮尤深；他對基督教詩歌貢獻良多，一生所寫的詩歌有九千多首。
宣信效法保羅，拒絕接受任何的薪水，過著只憑信心的生活，也拒絕一切的榮譽和崇拜。

## 離開長老會

### 與十三街長老會事奉路線不同
宣信在十三街長老會牧職，當時他不但向中產階級傳道，也向貧窮人傳道。 人數增長沒有為教會領導層帶來喜悅， 相反，他們擔心若果教會變為基層人士教會， 就很難吸引地位高尚的人參加。十三街長老會拒絕在意大利貧民區的100名新決志者加入教會， 宣信無奈把這些新信主的基層信徒轉介給其他教會。

### 宣信接受重洗
宣信在大學時期曾經撰文擁護嬰孩洗禮， 後來他受到約翰衛斯理， 阿敏念主義及英國凱錫克運動的影響， 他離開了改革宗思想。 他對洗禮有新的領悟，他希望順從自己的良心多於神學的爭論。 為了良心及對主的順服，他找到一間狹小，由學校改建的浸信會堂重洗。
他曾經在堂會講解摩西帶領以色列人過紅海的屬靈意義。 他引用哥林多前書10章一至二節：「 我們的祖宗從前都在雲下、都從海中經過，都在雲裏海裏受洗歸了摩西。」 他相信以色列人經過兩重洗禮：紅海是代表水的洗禮，雲柱代表聖靈的洗禮。水的洗禮是進入海中，因此他相信洗禮應該是浸沒（英文：immersion）而非灑水（英文：sprinkle）形式。

## 宣道會
宣信於1887年在紐約組成基督徒聯合會（英文：The Christian Alliance）， 目的是鼓勵信徒深化生命。兩年後，成立福音傳道聯合會（the Evangelical Missionary Alliance）， 推動普世宣教。 1897年，兩會合併成為基督教宣道會（英文：Christian and Missionary Alliance，意即「信徒與宣教士齊心聯盟」），在還沒有教會的地方作宣揚基督教義的工作。
宣信成立宣道會背後的動力是他宣揚福音的心志。起初，宣道會並非要成為一個教派，而是作為一個有組織的「全球普傳福音」運動。當時參加宣道會的人只需要持守福音派信仰及四重福音的教導，便可自由參與。正如宣信博士所願，今天，宣道會肩負著「全球普傳福音」運動的領導角色。

## 四重福音
四重福音（英文：Fourfold Gospel）是宣道會的要旨，宣信解釋四重福音不是指四種、或者四級，而是好像音樂的四部， 是一個福音，不能分割的。
- 基督是拯救我們的主 （CHRIST OUR SAVIOUR）
- 基督是使我們成聖的主 （CHRIST OUR SANCTIFIER）
- 基督是醫治我們的主（CHRIST OUR HEALER）
- 基督是再来的君王（CHRIST OUR COMING LORD）

## 遺產
世界各地的宣道會教堂，有不少都以宣信命名。還包括加州雷丁的宣信大學（Simpson University）、秘魯利馬的宣信學校（the Albert B. Simpson school）、菲律賓三寶顏的宣信學校（A. B. Simpson Alliance School），以及印度艾哈邁達巴德的宣信紀念教堂（the Simpson Memorial Church，成立於1923年）。宣信和他的妻子瑪格麗特（1841–1924年）安葬在紐約州羅克蘭縣尼亞克鎮的尼亞克學院（Nyack College）的校園。

## 詩歌作品
- 惟有耶稣（Jesus Only）（页面存档备份，存于）
- 這個榮耀信息何甜 (OH, HOW SWEET THE GLORIOUS MESSAGE)
- 前要的是祝福，今要主自己（Himself）
- 在曠野加低斯（Speak to the Rock）（页面存档备份，存于）
- 主，求祢向我吹聖靈（Breathing Out and Breathing In）（页面存档备份，存于）
- 他為我死我才能活（He died for me that I might live）（页面存档备份，存于）
- 一直走十架窄路
- 你這奮鬥的聖徒！(O，Doubting，Struggling Christian）
- 聽哪，天上有聲音喊說〉(Hark！A Voice From Heav'n Proclaiming）
- 時常喜樂（页面存档备份，存于）
- 我的恩典够你使用（页面存档备份，存于）
- 昨日、今日、直到永遠
- 有一仇敵其力潜伏 (There Is A Foe Whose Hidden Pow'r）（页面存档备份，存于）
- 我不是屬自己 (Tell Me Not of Earthly Pleasures)（页面存档备份，存于）
- Christ in Me the Hope of Glory
- 有一膀臂(Everlasting Arm)
- 跟主行走心中甜美 (It's So Sweet To Walk with Jesus)（页面存档备份，存于）
- Let Us Reckon
- 我與基督已同釘死（I am crucified with Christ）
- 要忠心（詩集：青年聖歌 II，198）